# 奧爾登堡老高校

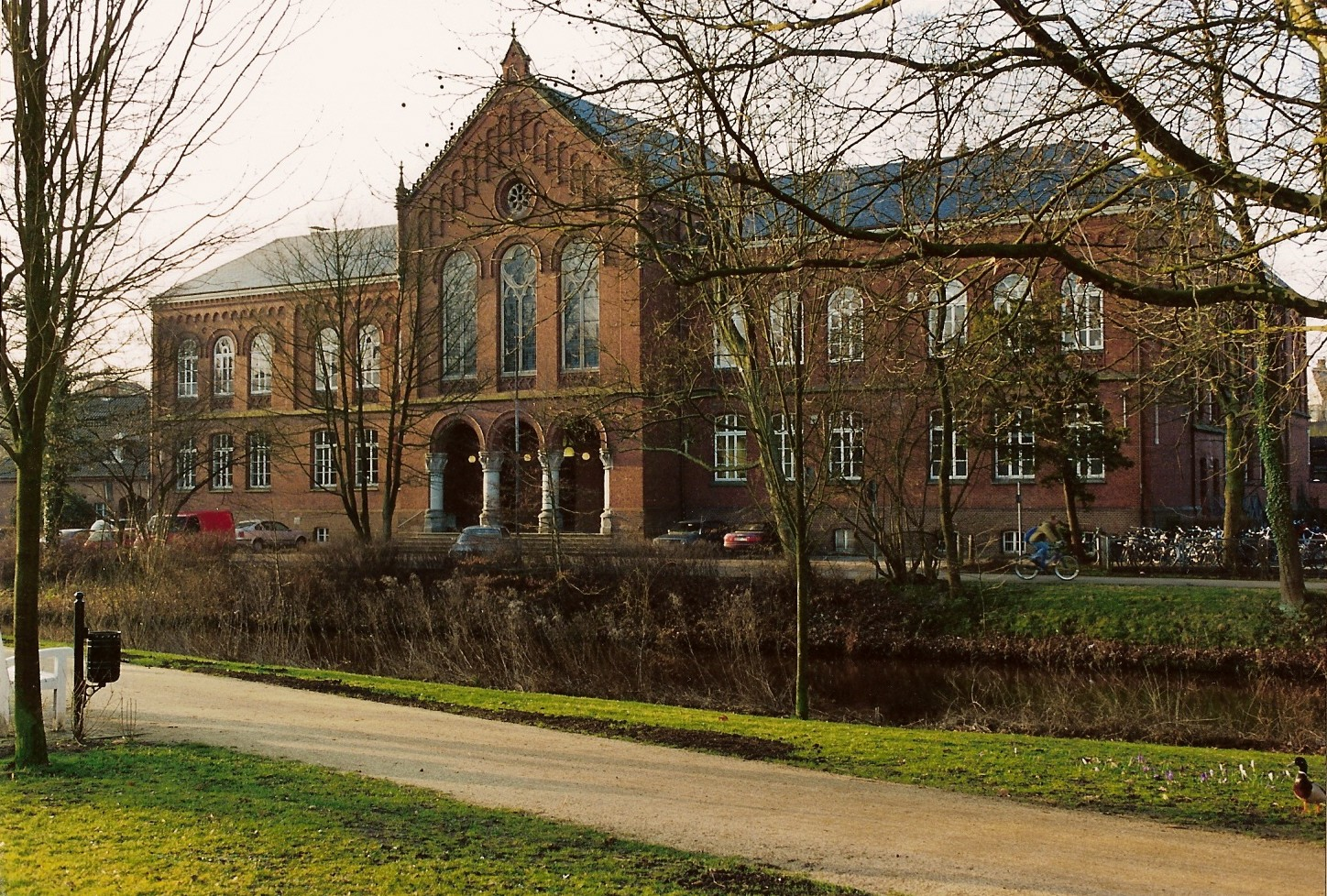
奧爾登堡老高校外貌

奧爾登堡老高校是奧爾登堡境內歷史悠久的高校，成立於1573年，當年仍然隸屬於奧爾登堡大公爵的領地，現在是位於下薩克森州大學城內。
當初建校時，是一所拉丁語學校。1792年得到彼得一世的改革。1815年成為奧爾登堡的人文教育中心。